# عبد المجيد التجار
عبد المجيد محمد يحيى التجّار (1916 - 2011) شاعر وضابط شرطة سوري. ولد في بلدة دير عطيّة القريبة من دمشق. مجاز في الحقوق من جامعة دمشق، 1949. انضم إلى قوى الأمن، ووصل إلى رتبة لواء، وشغل منصب محافظ دمشق، ثم انتقل إلى محافظة السويداء. كان عضوًا في اتحاد الكتاب العرب. نشر شعره في الصحف والمجلات السوريّة والعربية. له عدة مؤلفات وديوانان شعريان. 

## سيرته
ولد عبد المجيد محمد يحيى التّجار في دير عطية عام 1916 ونشأ بها وأتم دراسته الابتدائية فيها و في النبك، والإعدادية والثانوية في دمشق. نال إجازة في الحقوق من جامعة دمشق عام 1949.

عمل معلماً ابتدائياً لمدة سنة واحد ثم انتسب لمدرسة مرشحي ضباط الدرك بدمشق عام 1942. واستمر في جهازي الأمن والإدارة حتى نال رتبة لواء، وكانت آخر وظائفه محافظ دمشق مدة سنتين ثم محافظ السويداء. مُنحَ أثناء الخدمة ثلاثة عشر وساماً وعددًا من الأثنية والمكافآت.

كان عضو جمعية الشعر باتحاد الكتاب العرب وقد أسهم في كثير من الندوات الأدبية والأمسيات الشعرية والمؤتمرات الأمنية والإدارية، نشر الكثير من شعره في الصحف والمجلات المحلية والعربية مثل نهج الإسلام والثقافة والضاد وزهرة الخليج. وقد سجلت مختارات من شعره على سبعة أشرطة مدتها عشر ساعات بصوته. 

توفي التجّار في سنة 2011 في دمشق ودفن في مقبرة عائلته بدير عطية.

## جوائزه
- 14 ديسمبر 1997: نال الجائزة الثانية‌ عن قصيدة في ذكرى هجرة الرسول العظيم، من وزارة الأوقاف بدمشق.

## مؤلفاته
- حنين، ديوان شعري، 1987
- صور وعبر، ديوان شعري، 1992
- حكم و عبر من المجموعة الشعرية للشاعر عبد المجيد التجار، 1993
- من فلسفة الحياة، 2009
- رحلة العمر، مذكرات
- المجموعة الشعرية للشاعر عبد المجيد التجار: نضال وفكر ووفاء، 2009